# Рябинкина, Ксения Львовна
Ксе́ния Льво́вна Ряби́нкина (4 сентября 1945, Москва) — советская и российская артистка балета, солистка Большого театра, киноактриса, педагог.

## Биография
Родилась в семье профессора-геофизика Л. А. Рябинкина, мама А.С. Цабель  — артистка балета ГАБТа. Старшая сестра — балерина Большого театра Елена Рябинкина, сын — актёр Евгений Стычкин.
В 1964 году окончила Московское хореографическое училище по классу Софьи Головкиной, после чего была принята в балетную труппу Большого театра. Совершенствовалась под руководством Елизаветы Гердт, работала с Риммой Карельской, Мариной Семёновой, Майей Самохваловой. Танцевала в Большом театре до 1985 года.
В 1994—2005 годах была помощником художественного руководителя Кремлёвского балета Андрея Петрова.

## Репертуар (основные партии)
Виолант — в «Спящей красавице», Мариус Петипа на музыку П. И. Чайковского
Жермон — «Гусарская баллада»
Графиня Вишня — «Чиполлино»
Три Дриады, Болеро — «Дон Кихот», Александр Горский, Людвиг Минкус
Табачница — «Кармен-сюита», Альберто Алонсо, Жорж Бизе
Индийская кукла — «Щелкунчик», Василий Вайнонен, Пётр Чайковский
Две Вилисы — «Жизель», Мариус Петипа, Адольф Адан
Венгерская Невеста, Три Лебедя — «Лебединое озеро», Лев Иванов, Асаф Мессерер, Пётр Чайковский
Вторая жена — «Бахчисарайский фонтан», Ростислав Захаров, Борис Асафьев
танцы в садах Черномора — «Руслан и Людмила», Ростислав Захаров, Михаил Глинка
«Польский бал» — «Иван Сусанин», Ростислав Захаров, Михаил Глинка

## Фильмография
| Год  | Название                                 | Роль                                                                    |
| ---- | ---------------------------------------- | ----------------------------------------------------------------------- |
| 1966 | «Сказка о царе Салтане»                  | Царевна Лебедь                                                          |
| 1970 | «Моё имя — Клоун» Индия                  | Марина                                                                  |
| 1978 | «Кармен-сюита» (фильм-спектакль)         | Табачница                                                               |
| 1988 | «Грешник»                                | хозяйка «Мерседеса»                                                     |
| 1989 | «Имя твоё» (о балете)                    |                                                                         |
| 1990 | «Допинг для ангелов»                     | Бабахина                                                                |
| 1992 | «Алмазы шаха» (Украина)                  |                                                                         |
| 1992 | «Игра всерьёз» (Россия, Украина)         | Лялька, жена Лерика                                                     |
| 2009 | «Ясновидящая»                            | Тамара Павловна                                                         |
| 2009 | «Сказочные красавицы. Жизнь после славы» |                                                                         |
| 2009 | «Чинту джи» Индия                        | Ксения                                                                  |
| 2013 | «Отель „Президент“»                      | Ева Аполлоновна                                                         |
| 2014 | «Поиски улик»                            | Алёна Ивановна Чернова                                                  |
| 2018 | «Белая ворона»                           | Анна Ивановна Удальцова                                                 |
| 2021 | «Коса»                                   | мать Марины Зотовой                                                     |
| 2021 | «Асфальтовое солнце»                     |                                                                         |
| 2023 | «Цикады»                                 | Валентина Костенко, бабушка Лёши                                        |
| 2024 | «Игры»                                   | Наталья Игоревна Полякова, тренер спортсменки-гимнастки Елены Травниной |